# Шліх

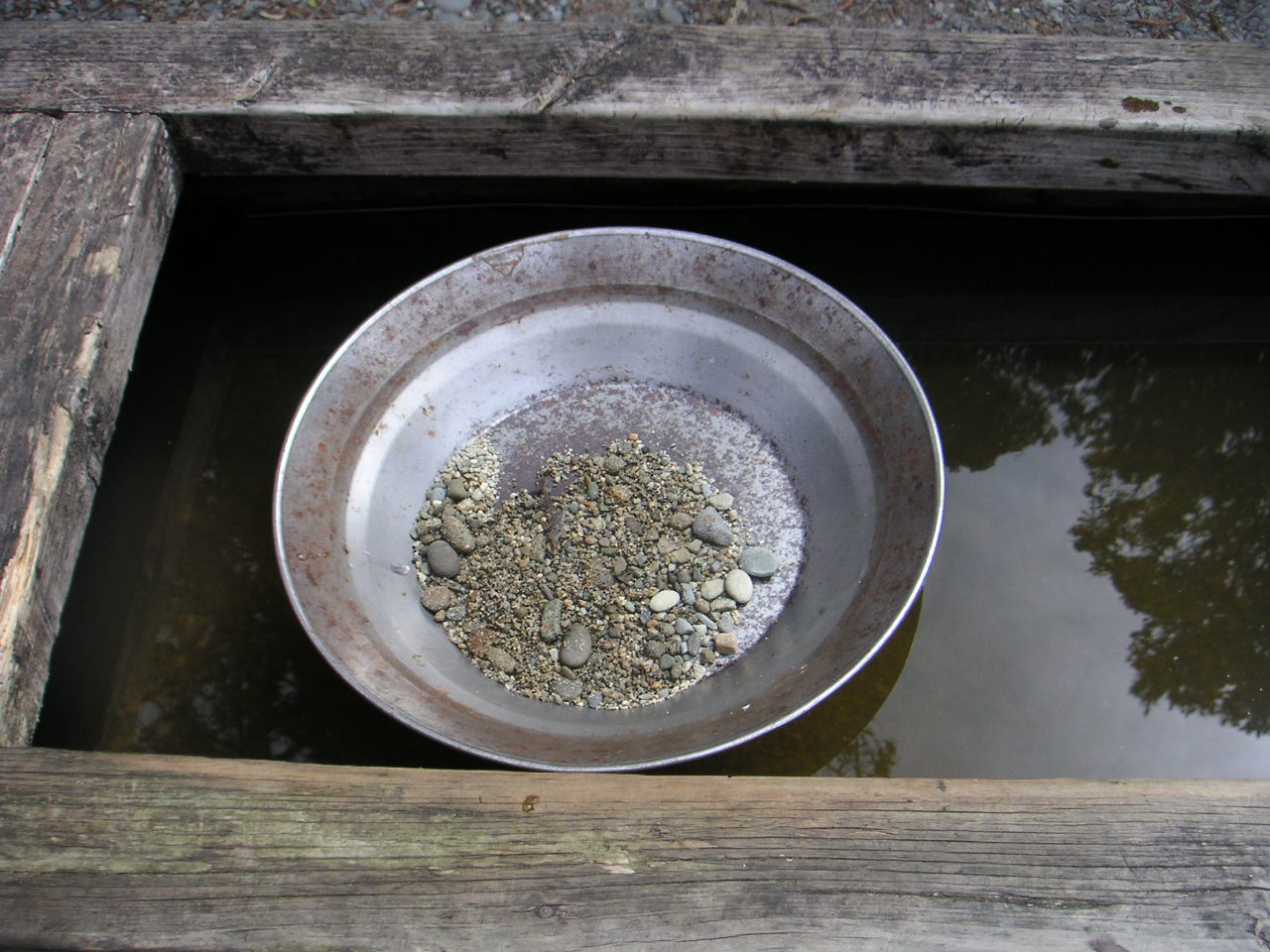
Шліх.

Шліх (нім. Schlich) — концентрат важких мінералів, які залишаються після промивки у воді природних пухких відкладень або спеціально роздроблених для шліхування гірських порід.

## Історія
Schlich, також schliech або schlieg, є застарілим німецьким виразом у металургійній промисловості для дрібнозернистих мінеральних або рудних концентратів.

## Загальний опис
До складу шліха входять зерна мінералів з густиною понад 3000 кг/м³, стійких до фізичного і хімічного вивітрювання. Отримання шліху знаходиться в основі одного з найдавніших методів пошуків і розвідки корінних і розсипних корисних копалин (шліховий метод): алмазів, золота, платини, олова, вольфраму, ртуті, титану, цирконію, танталу і ніобію, деяких абразивів (корунду, гранатів), флюориту, бариту та іншого.
Отримання Ш. лежить в основі одного з найдревніших мінералогічних методів пошуків (шліхового методу) корінних і розсипних родовищ алмазів, золота, платини, олова, вольфраму, ртуті, титану, цирконію, танталу і ніобію, ювелірної сировини, абразивних мінералів (корунду, гранатів), флюориту, бариту тощо. Шліховий метод включає такі операції: відбір проб, їх обробку, аналіз Ш., графічне оформлення результатів. Шліхові проби (об'єм в сер. 0,02 м3) промиваються в лотках, ковшах, на вашгердах за допомогою ґвинтових сепараторів або на концентраційних столах. Аналіз Ш. (визначення і опис мінералів у фракціях) проводиться за допомогою бінокулярного мікроскопа. Окремі фракції піддають кількісному, спектральному і ін. видам аналізу. Графічне оформлення результатів шліхових пошуків полягає у складанні шліхових карт. За аномальними концентраціями виділяються перспективні площі для пошуків корінних або розсипних родовищ.

## Шліховий аналіз
Полягає у визначенні та описі мінералів за фракціями. Він здійснюється, як правило, в камеральних умовах, за допомогою бінокулярної лупи (бінокулярного мікроскопа), хоча іноді первинне макрообстеження особливо цікавих з погляду цінних компонентів шліхів виконується безпосередньо в польових умовах. У лабораторіях окремі фракції досліджують з використанням кількісного, спектрального та інших видів аналізів. Підсумковим документом шліхового аналізу є карта шліхового випробування з пояснювальною запискою, де викладаються всі результати як польових, і камеральних аналітичних досліджень. За картою ж виявляються перспективні площі великомасштабних пошуків, розвідки чи експлуатації корінних чи розсипних родовищ.
Визначення складу та вмісту хімічних елементів в окремих фракціях та мінералах у шліху суттєво розширює прогнозні можливості шліхового методу. Наприклад, встановлення спектрохімічним способом утримання золота в піриті або псевдоморфозах лімоніту по піриту дає можливість прогнозувати перспективні ділянки для пошуків родовищ золота. Додаткову важливу генетичну та пошукову інформацію отримують на основі вивчення кристалографічних форм окремих мінералів, їх двійників та зростків. При оцінці перспектив закритих районів (наприклад, при великій залісненості або заболоченості) шліхи вивчаються з керна і шламу пошукових свердловин.